# أوبد أوسو
أوبد أوسو (بالإنجليزية: Obed Owusu)‏ (26 يوليو 1990 بغانا - ) هو لاعب كرة قدم غاني في مركز الهجوم. شارك مع منتخب غانا لكرة القدم. أما مع النوادي، فقد لعب مع أكواوو يونايتد ‏ وAll Blacks F.C. ‏.

## وصلات خارجية
- أوبد أوسو على موقع قاعدة بيانات كرة القدم.إي يو (الإنجليزية)
- أوبد أوسو على موقع ناشيونال فوتبول تيمز (الإنجليزية)